# Anastrabe
- Commons
- Wikispecies

Anastrabe E.Mey. ex Benth. é um género botânico pertencente à família Scrophulariaceae.

## Espécies
Apresenta duas espécies:
- Anastrabe integerrima
- Anastrabe serrulata